# Kosuke Suda
Kosuke Suda (født 4. februar 1980) er en tidligere japansk fodboldspiller.
Han har spillet for flere forskellige klubber i sin karriere, herunder Mito HollyHock.